# スジオイヌ
スジオイヌ（学名：Lycalopex vetulus）とは、イヌ科スジオイヌ属の一種である。

## 形態
スジオイヌは体格が小さく、短い鼻面と小さい歯を持つ。体色は灰色がかっており下面は色が薄い。脚と耳は赤みを帯びている。背中の正中線に沿って尾の先まで暗色の線が走り、脚の外側は黄色く、尾腺の上に黒い点がある。上顎の裂肉歯は退化している。
体長は約60cmで尾長は約30cm。体重は約2.7 - 4kg

## 分布
ブラジル中南部、ミナスジェライス州、マットグロッソ州。

## 生態
スジオイヌは夜行性で繁殖期以外は単独行動をし、主に昆虫、シロアリ、齧歯類、小鳥などを食べる。
縄張りの範囲はまちまちで、ブラジルのバイーア州南部で観察されたメスの成獣1頭は3.85平方キロメートル（= 385ヘクタール）を（Juarez & Marinho-Filho (2002)）、ミナスジェライス州の牧草地で子育て中のつがい1組とその子5頭からなるある群れは計4.56平方キロメートル（= 456ヘクタール）を行動圏としていたことが観察された（Courtenay et al. (2006)）一方、マトグロッソ州東部の牧草地では1家族（メス2頭、オス2頭）をなす3つの群れが見られたものの、2組のつがいの行動圏はわずかに約0.48平方キロメートル（= 48ヘクタール）しか観察されなかった（Dalponte (2003)）。

## 繁殖
メスは約50日の妊娠期間あと、8月から9月にかけて2頭から4頭の子を産む。生後約4ヵ月になると子は離乳の時期を迎える。
メスは時々、他の動物の巣穴を使い出産することもある。

## 関連文献
英語:
- Juarez, K. M.; Marinho-Filho, J. S. (2002). “Diet, habitat use, and home ranges of sympatric canids in central Brazil”. Journal of Mammalogy 83:  925–933.
- Courtenay, O.; MacDonald, D. W.; Gilligham, S. G.; Almeida, G.; Dias, R. (2006). “First observations on South America’s largely insectivorous canid: the hoary fox (Pseudalopex vetulus)”. Journal of Zoology (London) 268:  45–54.

ポルトガル語:
- Dalponte, J. C. (2003). História natural, comportamento e conservacão da raposa-do-campo, Pseudalopex vetulus. Ph.D. dissertation. Distrito Federal, Brazil: Universidade de Brasília